# Escort (2023.)
Escort je hrvatski erotski triler iz 2023. godine, ujedno i posljednji film redatelja i scenarista Lukasa Nole, prikazan nakon njegove smrti, nastao u produkciji studia Kinorama i koprodukciji makedonskog studia Skopje Film Studio i kosovskog studia Buka Productions.
Film je premijerno prikazan 18. srpnja 2023. na 70. Pulskom filmskom festivalu, na kojemu je osvojio ocjenu publike 4,09, a glumac Krešimir Mikić osvojio Zlatnu Arenu za najbolju sporednu mušku ulogu, dok scenograf Ivan Veljača je osvojio Zlatnu Arenu za scenografiju, Nola je dobio posebno priznanje Kino mreže. Iste godine, premijera je održana 29. srpnja na Motovunskom film festivalu, 25. kolovoza na 17. Vukovarskom filmskom festivalu, 13. listopada na 16. izdanju CinEasta u Luksemburgu. Svečana kinopremijera održana je 17. studenoga u zagrebčakom kinu Kaptol Boutique Cinema, kinodistribucija filma krenula je 26. listopada.

## Radnja
Miro neplanirano provede jednu noć sa prostitutkom, nakon čega ju zatekne mrtvu u kupaonici. Uspije zataškati taj događaj pomoću dvojice radnika u hotelu, koji nakon toga počinju tražiti prvo sitne pa sve krupnije usluge.  

## Glumačka postava
- Živko Anočić kao Miro
- Hrvojka Begović kao Darija
- Krešimir Mikić kao Belc
- Nikša Butijer kao Davor
- Igor Kovač kao Berak
- Hrvoje Barišić kao Dado
- Lena Medar kao Maja
- Barbara Nola kao Sara
- Matija Čigir kao David
- Paško Vukasović kao Rajko
- Fatmir Spahiu kao Brat Prvi
- Ilir Prapashtica kao Brat Drugi
- Dukagjin Podrimaj kao upravitelj
- Fiona Gllavica kao mlada
- Iva Babić kao Renata
- Lana Meniga kao Ana
- Dajana Čuljak kao Iva
- Filip Šovagović kao Vito
- Bashkim Alaj kao Stivi
- Irena Žilić kao pjevačica
- Nika Barišić kao konobarica
- Ksenija Marinković kao Rajkova majka
- Vinko Kraljević kao Trudic
- Franjo Dijak kao Skaričić
- Milan Pleština kao Luka
- Lucija Rukavina kao djevojka
- Korana Ugrina kao medicinska sestra
- Lujo Kunčević kao Alen
- Maruška Aras kao kupac
- Ognjen Milošević kao ruski mafijozo

## Snimanje
Snimanje filma počelo je sredinom listopada a trajalo je do kraja studenoga 2021., lokacije na kojima su se odvijala snimanja su: Zagreb i okolica, Zagorje, Gorski Kotar, Mošćenička Draga i Opatija.

## Vanjske poveznice
- Službena stranica kinorama.hr
- Escort u internetskoj bazi filmova IMDb-a